# Luis Padilla Nervo
Luis Padilla Nervo (Zamora, Michoacán; 19 de agosto de 1894 — Ciudad de México; 9 de septiembre de 1985) fue un diplomático mexicano que fue Presidente de la Asamblea General de las Naciones Unidas, primer embajador de México ante Naciones Unidas y Secretario de Relaciones Exteriores.
Estudió Derecho en la Universidad Nacional Autónoma de México, además de estudiar posgrados en Estados Unidos, Francia y Londres. Luis Padilla Nervo representó a México como firmante de la Carta de las Naciones Unidas y fue el primer Embajador de México ante Naciones Unidas, durante su gestión como embajador presidió el sexto período de sesiones de la Asamblea General de las Naciones Unidas.
Fue embajador ante Paraguay, la Unesco, Costa Rica y Dinamarca, además de haber laborado en diferentes cargos en las Secretarias de Gobernación, Educación y Trabajo posterior a su gestión como embajador ante la ONU. Fue el segundo mexicano miembro de la Corte Internacional de Justicia, después de Isidro Fabela Alfaro. Fue galardonado con la Medalla Belisario Domínguez.